# Волькенштейн, Ольга Акимовна
Ольга Акимовна Волькенштейн (псевдонимы — В.; В—н, О.; В—ъ, О.; О. В.; Ольгович; W—n, O.; 27 февраля 1875, Кишинёв, Бессарабская область — март 1942, Ленинград) — русская журналистка, историк и публицист, переводчица. Одна из руководителей движения за права женщин в дореволюционной России.

## Биография
Родилась 27 февраля (по старому стилю) 1875 года в Кишинёве в семье военного врача Акима Филипповича Волькенштейна (1846—1916), из бердичевской купеческой семьи, выпускника Императорского Киевского университета Святого Владимира (1869), которому в 1897 году было даровано потомственное дворянство. Мать — Августа Ароновна Волькешнтейн (в девичестве Рабинович), из кишинёвской купеческой семьи.
Училась в кишинёвской гимназии для девочек, затем в Киевском музыкальном училище. С 1898 года жила в Петербурге, где служила машинисткой и помощницей делопроизводителя юридического отдела Юго-Восточных подъездных путей (директором «Общества подъездных и железнодорожных путей в России» был её дядя — присяжный поверенный Михаил Филиппович Волькенштейн). Состояла членом Петербургского литературного общества, занимала руководящие позиции в Союзе равноправности женщин. Сотрудничала в ряде периодических изданий — «Трудовая помощь» (1904), «Школа и жизнь» (1907), «Русская мысль» (1909), «Речь» (1910—1916), «Утро России» (1910—1911), «Современный иллюстрированный журнал» (1913), «Современное слово» (1913—1914), «День» (1914), «Современник» (1916), «Волны» (1910), «Наша газета» (1909), «Наша жизнь» (1909), «Природа и люди» (1909), «Киевская мысль» (1913), «Трудовая Россия», «Солнце России» (1912), «Неделя» (1914), «Известия красноармейских депутатов», еженедельном библиографическом журнале «Спутник читателя». Опубликовала статьи в «Словаре юридических и государственных наук» (1900—1901). В 1907 году в составе российской делегации приняла участие в Копенгагенском конгрессе Международного женского суфражистского альянса. Была одним из организаторов Первого Всероссийского женского съезда, работу которого освещала в газете «Русская мысль». В 1913 году была аккредитована в государственной думе как корреспондент кишинёвской газеты «Бессарабская жизнь».
В 1906—1908 и в 1917—1920 годах в Петербурге (Петрограде), Ростове-на-Дону, Твери и Москве издала несколько десятков книг и брошюр на исторические и политические темы, в том числе «Для чего нужна свобода слова и собраний-сходок» (1906), «Кому и зачем нужно всеобщее избирательное право» (1906), «Великая смута земли русской, 1584—1613» (1907), «Крестьянское восстание в Англии» (1907), «Великие реформы 60-х годов» (1908), «Великая французская революция 1789 года» (1917), «Всеобщее избирательное право: Выборы в учредительное собрание» (1917), «Закон о волостном земстве» (1917), «Как англичане выбирают народных представителей» (1917), «Монархия или республика» (1917), «Освобождение женщин» (1917), «Федеративная Австрийская республика» (1917), «Пропорциональные выборы в Учредительное собрание» (1917), «Швейцария, страна истинной демократии» (1917), «Не царь, а закон» (1917), «Права человека и гражданина» (1917), «Республика Соединённые Штаты Америки» (1918), «Как и почему возникла Великая французская революция 1789 года» (Пг., 1919). Некоторые из них вышли под псевдонимом «Ольгович».
Перевела с немецкого языка книги Георга Шустера «Тайные общества, союзы и ордена» в 2-х тт. (СПб, 1905 и 1907, переиздание — М.: Терра, 1997); Готфрида Коха «Очерки по истории политических идей и государственного управления» (СПб., 1906). Публиковала статьи об избирательном праве, равноправии женщин.
В 1920-е годы работала в петроградской Торговой палате.
Жила на Фурштатской улице (Петра Лаврова), № 17; последние годы жизни — на проспекте Карла Либкнехта, д. 51, кв. 9. Умерла от истощения в марте 1942 года во время блокады Ленинграда; похоронена на Пискарёвском кладбище.

## Семья
- Брат — адвокат Фёдор Акимович Волькенштейн (1876—1937), сотрудник «Биржевых ведомостей», первый муж Н. В. Крандиевской-Толстой, отец физико-химика Фёдора Фёдоровича Волькенштейна (1908—1985).
- Дяди — присяжные поверенные Михаил Филиппович (Моисей Фишелевич или Фалькович) Волькенштейн (1859—1934)[17] и Лев Филиппович (Исаак-Лейб Фишелевич) Волькенштейн (1858—1935) — были гимназическими товарищами А. П. Чехова, состояли с ним в переписке и оставили о нём воспоминания.
- Двоюродный брат — драматург Владимир Михайлович Волькенштейн.
- Двоюродная сестра — Елизавета Осиповна Волькенштейн (1876—1965) — была замужем за художником М. В. Добужинским.

## Публикации
- Страна равенства и свободы: Северо-американские соединённые штаты. М.: Труд и воля, 1905.
- Что сказала деревня Первой государственной думе (27 апреля — 9 июля 1906 г.). Под псевдонимом «Ольгович». СПб: Верный путь, 1906. — 32 с.
- Кому и зачем нужно всеобщее избирательное право. 2-е издание. Верный путь, 1906.
- Кого и как выбирать во Вторую Государственную Думу. Под псевдонимом «Ольгович». М., 1906.
- Что сказала деревня Первой Государственной думе (27 апреля — 9 июля 1906 года). СПб., 1906.
- Борьба за народное представительство в Англии. Ростов-на-Дону: Донская речь, 1906.
- Вопрос о всеобщей забастовке в Германии. Ростов-на-Дону: Донская речь, 1906.
- Для чего нужна свобода слова и собраний-сходок. Ростов-на-Дону: Донская речь, 1906.
- Женщина-избирательница. Ростов-на-Дону: Донская речь, 1906.
- Кого и как выбирать во вторую государственную думу. Автор указан как Ольгович. М.: Товарищество, 1906.
- Как и почему возникла Великая французская революция 1789 г. СПб.: Библиотека «Общественной пользы», 1906. — 79 с.
- Крестьянское восстание в Англии. СПб: Верный путь, 1907.
- Как англичане выбирают народных представителей. Борьба, 1907.
- Põhja-Ameerika Ühisriigid… Таллин: Teadus, 1908. — 48 с.
- Итоги Первого всероссийского женского съезда // Русская мысль. 1909. — № 2.
- Великие реформы 60-х годов. М.: Книгоиздательство «Польза» В. Антик и К°, 1911. — 101 с.[18]
- Пропорциональные выборы в Учредительное собрание. Товарищество «Знание — сила», 1917.
- Всеобщее избирательное право. Под псевдонимом «Ольгович». Пг., 1917; Тверь, 1917; Пг., 1920.
- Борьба за народное представительство в Англии. Ростов-на-Дону: Издательство Н. Парамонова «Донская речь», 1917. — 112 с.
- Почему у нас требуют неприкосновенности личности и жилища. Ростов-на-Дону: Донская речь, 1917.
- Не царь, а закон. Под псевдонимом «Ольгович». Издательство «Знание — сила», 1917.
- Права человека и гражданина. Автор указан как «Ольгович (О. Волькенштейн)». Пг.: Издательство «Книга», 1917.
- Монархия или республика. Автор указан как Ольгович. Пг.: Социалист, 1917.
- Всеобщее избирательное право: Выборы в Учредительное собрание. Пг.: Книга (Типография издательства А. А. Каспари), 1917; Тверь, 1917; Пг., 1920.
- Неприкосновенность личности и жилища. Под псевдонимом «Ольгович». Пг.: Освобождённая Россия (типография И. Лурье), 1917.
- Великая французская революция 1789 г. М.: Труд и воля (типография А.. Поплавского), 1917. — 96 с.
- Великая Российская республика. Пг.: Борьба (Издательство «Луч»), 1917.
- Швейцария — страна истинной демократии. Пг.: Знание — сила, 1917.
- Республика Соединённые Штаты Америки. Пг.: Книга, 1917.
- Монархия или республика. Пг.: Знание — сила, 1917.
- Ответственность министров. Пг.: Знание — сила, 1917.
- Закон о волостном земстве (общедоступное изложение). Автор указан как «Ольгович (О. Волькенштейн)». Пг.: Издательство «Луч», 1917.
- Освобождение женщины. Петроград: Книга, 1917.
- Женщина-избирательница. Казань, 1917.
- Как англичане выбирают народных представителей. Пг., 1917.
- Федерализм в России. Под псевдонимом «Ольгович». Пг.: Луч, 1917.
- Как и почему возникла Великая французская революция 1789 г. Пг.: Издание Петроградского Совета рабочих и красноармейских депутатов, 1919.